# 松年研究
松年研究（英語： 為芝加哥華裔老年人口調查之縮寫）是羅許大學（Rush University）的華人老齡健康研究中心、西北大學、華人諮詢服務處、美亞健康協會、及希林協會所聯合創立，並由羅許大學的董新奇醫生、西北大學的Melissa Simon醫生、華人諮詢服務處的Esther Wong與Bernarda Wong所共同領導。本研究藉由社區參與的方式來研究芝加哥地區華裔老人的身體健康和生活品質，是目前西方國家中最大研究華裔老人的人口研究。其中「松」在中國文化中代表了長壽、堅韌、尊重、及健康老齡化，與松年研究之目標相符，故以此命名。
松年研究在2011年至2013年間與3,159位60歲以上之華裔參與者進行面談，每場面談皆使用參與者習慣的語言訪問，其中包括英文、官話、粵語、台山話、潮州話。資料的搜集是使用以網頁為主的問卷，文字主要為英文、繁體中文、簡體中文。

## 研究目標
隨著全球老齡化的快速發展，據統計，在2030年時將會有3億6千萬的中國人達到60歲。而在美國，由於戰後嬰兒潮，在2012年至2050年間，亦會有大量的人口進入老年（從4千3百萬增至8千4百萬）。在亞裔族群中，華裔是最大、歷史最悠久、成長速度最快的族群之一，其中在2000年到2010年間，成長速度約為美國總體老年人口的四倍。即使美國統計顯示出華裔老人的壽命比其它族裔還長，松年研究的初期研究卻發現華裔老人的生活品質並不高，為了可以更加了解芝加哥華裔老人的身心狀況，松年研究致力於透過教育、研究、提倡、政策及可持續性的社區參與來改善大芝加哥地區華裔老齡人口的健康和生活品質。

## 方法

### 社區參與方式
松年研究團隊使用社區參與的方式來了解芝加哥地區華裔人口的健康需求、並符合社會、文化及語言背景。社區參與方式為促進華裔社區健康的基石，這種研究設計使用詳盡的健康調查項目，包括教育、強化及影響可持續性的社會變革，並且讓有健康顧慮的社區成員參與本計畫之中。在過去十年間，學術及社區的合作關係改善了芝加哥地區華裔人口的生活品質。

### 數據收集
本研究邀請了大芝加哥地區60歲以上的華裔老人，參與者的聯繫是透過社區組織、社會服務機構、教會、教育及推展活動、老人公寓、社區中心新聞報紙及廣告、及口耳相傳。松年研究團隊訓練了迎合多文化、多語言的專業人員，並在參與者的家中進行面對面的訪談，使用參與者喜歡的語言或方言，大部分為粵語、台山話、英文、官話及潮州話。
在2011至2013年間，有超過3,000位參與者接受過訪談，其中訪談的問卷內容皆經過社會科學及流行病學驗證精準度，再翻譯為中文（若為中文問卷，則翻譯為英文），翻譯後的問卷內容再經專業研究人員驗證可用性。數據的收集則是透過網頁為主的應用程式（包括英文、繁體中文、簡體中文）來進行，透過這種方式來降低翻譯過程中可能產生的誤差，並增加數據收集的質量。

## 研究資金
松年研究的資金來自於美國國家健康研究院，且符合美國國家健康研究院的研究目標：改善老齡健康並減少所有種族的健康差距。

## 影響
松年研究者資料指出，華裔社區在健康差距的議題仍有很多的顧慮，然而現今只有少數的服務符合華裔家庭的需求，尤其缺乏符合文化與語言背景之下提供合適的照護。本研究顯示出華裔人口需要更多的社會和健康照護服務，因此為了社區的健康老齡化，必須尋求多學科合作夥伴關係來著手疾病預防、干預、及支持策略。

## 文獻
1. ↑  .   [01/02/2017]. （原始内容存档于2018-06-13）.
2. 1 2 3 4 5 6 7 8   (PDF).   [01/02/2017]. （原始内容 (PDF)存档于2017-01-04）.
3. ↑  . 世界新聞網. 04/09/2013  [01/02/2017]. （原始内容存档于2015-01-20）.
4. ↑  XinQi Dong. . Journal of Aging and Health. 26, 7: 1079-1084.
5. ↑   (PDF).   [01/02/2017]. （原始内容存档 (PDF)于2021-03-20）.
6. ↑   (PDF).   [01/02/2017]. （原始内容存档 (PDF)于2017-02-18）.
7. 1 2  .   [01/02/2017]. （原始内容存档于2020-01-08）.
8. ↑  .   [01/02/2017]. （原始内容存档于2016-03-04）.
9. ↑  XinQi Dong. . J Gerontol A Biol Sci Med Sci. 2014, 2 (69): S1-S6  [2017-01-03]. doi:10.1093/gerona/glu112. （原始内容存档于2016-02-05）.